# Burn Your Maps
Burn Your Maps é um filme dos Estados Unidos de 2016 dirigido por Jordan Roberts. Foi exibido pela primeira vez no Festival Internacional de Cinema de Toronto de 2016.

## Sinopse
Depois de uma tragédia familiar, um garoto dos Estados Unidos de 8 anos Wes (Jacob Tremblay) diz a seus pais (Vera Farmiga e Marton Csokas) que ele é um bode-pastor da Mongólia que nasceu no lugar errado. Unidos por um jovem cineasta ambicioso chamado Ismail (Suraj Sharma), Wes leva sua família para a Mongólia para uma viagem a procura da alma.

## Elenco
- Vera Farmiga ... Alise Firth
- Jacob Tremblay ... Wes Firth
- Marton Csokas ... Connor Firth
- Suraj Sharma ... Ismail
- Virginia Madsen ... Victoria
- Ramón Rodríguez ... Batbayar
- Taylor Geare ... Becca Firth
- Glynis Davies ... Lillian
- Jason Scott Lee ... Shaman Helper
- Nomin Bayasgalan ... Enkhtuyaa

## Produção

### Desenvolvimento
Em 18 de junho de 2015, foi noticiado que o produtor do filme tarde Julie Kirkham foi produzir um longa-metragem intitulado Burn Your Maps, escrito e dirigido por Jordan Roberts. O filme por produtor Mark Cantona alguns dias antes da morte de Kirkham. Burn Your Maps é uma adaptação para o cinema da história curta do mesmo nome do autor Robyn Joy Leff. Canton e Courtney Solomon serviram como produtores sob a sua empresa Cinelou Films, com Patrick Aiello produzindo através da empresa Patrick Aiello Productions. Jonathan Goldsmith compôs a trilha sonora do filme.

### Elenco
No elenco, Vera Farmiga, Virginia Madsen, Suraj Sharma e Jacob Tremblay foram relatados em 23 de julho de 2015. Marton Csokas foi confirmado no elenco perto do fim da produção, em 28 de agosto de 2015.

### Filmagens
As filmagens principais começaram em Calgary, Alberta, Canadá, em 27 de julho de 2015, e foram concluídas em 2 de setembro de 2015. As filmagens ocorreram na vizinha Kananaskis Country, que foram para a Mongólia. Cenas também foram filmadas na Eighth Avenue Placetower, que foram substituídas por um espaço de escritório americano até o Aeroporto Internacional de Tóquio. Mais de cem moradores de Calgary da herança mongol foram contratados para atuar em papéis menores.

## Recepção
No agregador de críticas Rotten Tomatoes, na pontuação onde a equipe do site categoriza as opiniões da grande mídia e da mídia independente apenas como positivas ou negativas, tem um índice de aprovação de 67% calculado com base em 15 comentários dos críticos. Por comparação, com as mesmas opiniões sendo calculadas usando uma média aritmética ponderada, a nota alcançada é 7,1/10.
Em outro agregador, o Metacritic, que calcula as notas das opiniões usando somente uma média aritmética ponderada de determinados veículos de comunicação em maior parte da grande mídia, tem uma pontuação de 50/100, alcançada com base em 8 avaliações da imprensa anexadas no site, com a indicação de "revisões mistas ou neutras".